# Athetis dasychira
Athetis dasychira là một loài bướm đêm trong họ Noctuidae.